# Dendrobium regium
Dendrobium regium là một loài thực vật có hoa trong họ Orchidaceae.